# Calotomus
A Calotomus a csontos halak (Osteichthyes) főosztályának a sugarasúszójú halak (Actinopterygii) osztályához, ezen belül a sügéralakúak (Perciformes) rendjéhez és a papagájhalfélék (Scaridae) családjához tartozó nem.

## Rendszerezés
A nembe az alábbi fajok tartoznak:
- Calotomus carolinus
- Calotomus japonicus
- Calotomus spinidens
- Calotomus viridescens
- Calotomus zonarchus